# اوتو دافه

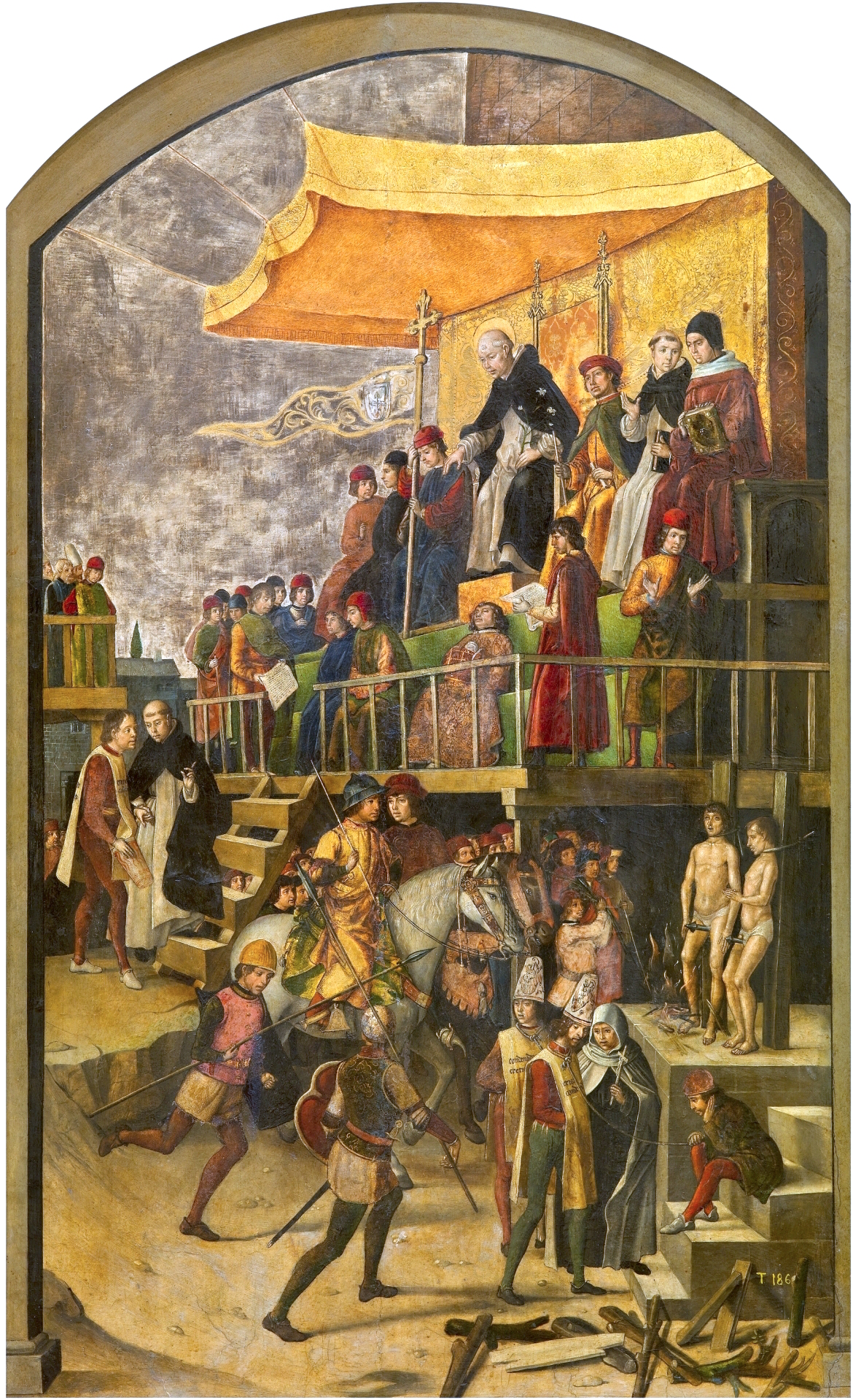
سنت دومینیک در حال اداره یک اتودافه، اثر پدرو بروگته (Pedro Berruguete) (حدود سال 1495)

اَوتو دافه (از پرتغالی auto da fé[ˈaw.tu dɐ ˈfɛ]، به معنای «عمل ایمانی» یا «خود ایمانی») مراسم توبه عمومی بود که بین قرن‌های ۱۵ و ۱۹ برای افراد محکوم به بدعت‌گذاری و ارتداد توسط تفتیش عقاید اسپانیایی، پرتغالی یا مکزیکی به عنوان مجازات تحمیل و توسط مرجع مدنی اجرا می‌شد. شدیدترین شکل آن زنده سوزانی بود.

## تاریخچه

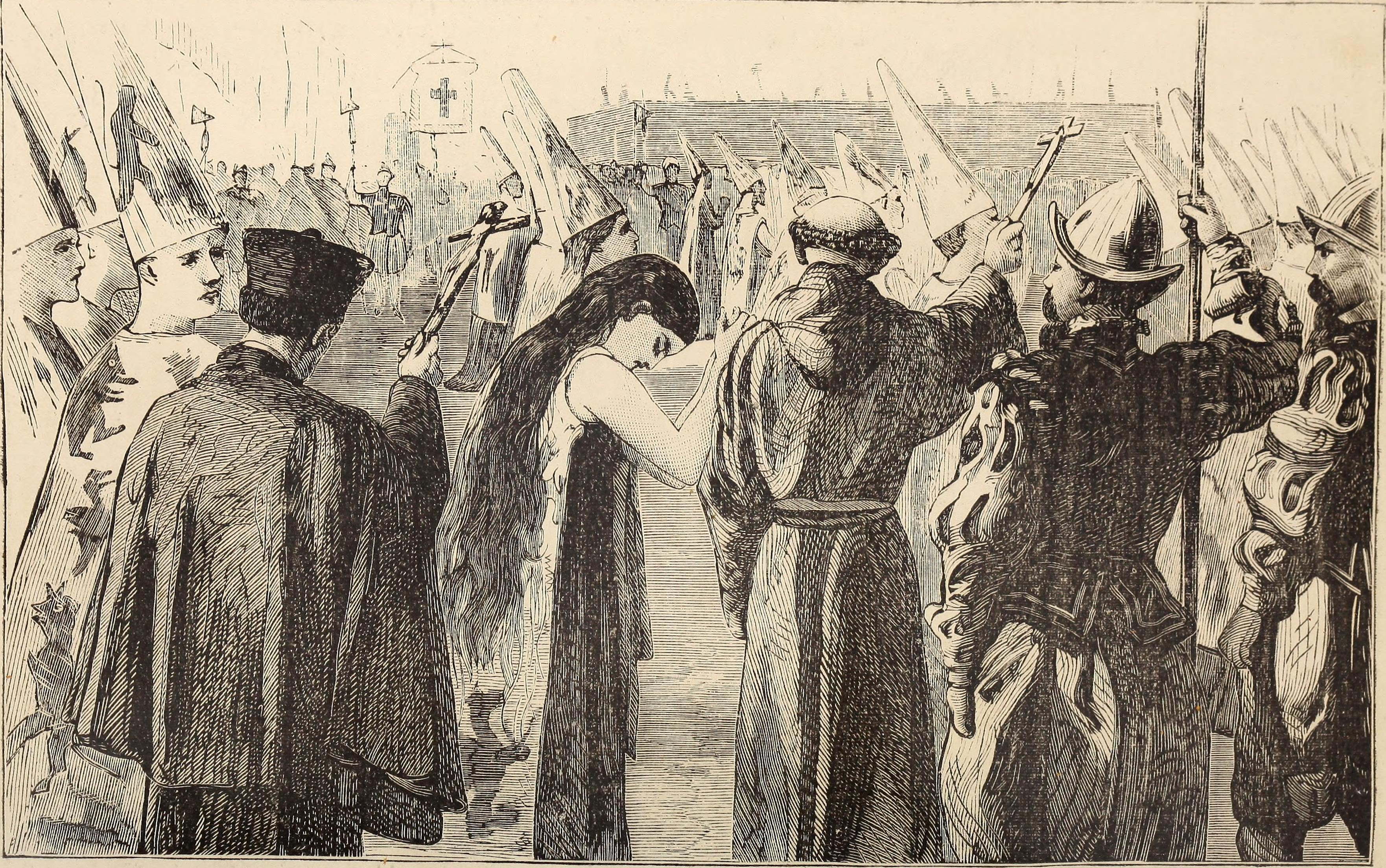
اَوتو دافه در سویل، تصویری متعلق به سال ۱۸۷۰

از قرن هشتم تا پانزدهم، مناطق بسیاری از اسپانیا تحت کنترل مسلمانان بود که بر اساس قوانین آنها به یهودیان و مسیحیان وضعیت ذمی داده شد. این بدان معنا است که آنها ملزم به پرداخت مالیات ویژه ای به نام جزیه برای «حفاظت» بودند، که همان‌طور که در متون شرعی اسلام آمده بود این مالیات برای یادآوری تسلیم و فرمانبری آنها بود. این مالیات بر «اهل کتاب» شامل یهودیان و مسیحیان بودند وضع شد تا آنان را متواضع سازد.
یهودیان گاهی می‌توانستند در ساختار سیاسی به مناصب مهمی برسند. خشونت ضدیهودی نیز ممکن است فوران کند. در کشتار گرانادا در سال ۱۰۶۶، بسیاری از جمعیت یهودی گرانادا توسط یک اوباش مسلمان کشته شدند.
رفتار با اقلیت‌های مذهبی بسته به دوران متفاوت بود. به عنوان مثال، الموحد که در زمان عروج خود عنوان خلیفه را به خود گرفته بود، یک سلسله معیارهای شدید مذهبی را معرفی کرد و در صدد تقویت دولت‌های خود از طریق اتحاد دینی بود که به معنای وادار کردن یهودیان و مسیحیان به اسلام آوردن یا بیرون راندن آنان بود. در حدود قرن یازدهم، سوء ظن فزاینده نسبت به یهودیان، مسیحیان را بر آن داشت تا علیه مسلمانان و یهودیان متحد شوند. از آن نقطه، اسپانیا به یک ملقمه سیاسی از قدرت‌ها و سرزمین‌های مختلف تبدیل شد که هر کدام سیاست‌های خاص خود را در مورد وضعیت یهودیان و مسلمانان داشتند. در قرن سیزدهم تقریباً تمام اسپانیای مدرن تحت حاکمیت مسیحیان قرار گرفت. فردیناند سوم کاستیل به پادشاهی سه دین افتخار می‌کرد. اما این تسامح زیاد دوام نیاورد.
در قرن چهاردهم، کشیشان دومینیکن و فرانسیسکن از مسیحیان کمک گرفتند تا یهودیان را از اسپانیا بیرون کنند و یهودیان را به خاطر مشکلات اجتماعی سرزنش می‌کردند و اکثریت مسیحی را برای تخریب کنیسه‌ها، زنده سوزاندن یهودیان و تحمیل تغییر دین اجباری تهییج می‌کردند. یهودیان مجبور بودند در موعظه‌ها شرکت کنند و از واعظان مسیحی بخواهند آنچه را که مسیحیان به‌عنوان خطاهای روش‌های یهودیان می‌دانستند، به آن‌ها گوش زد کنند.
قوانین جدید جمعیت یهودی را از هم جدا کرد و مشاغلی را که هنوز امکان فعالیت یهودیان در آن وجود داشت، با هدف نهایی تغییر مذهب محدود کرد. بیش از ۱۰۰٬۰۰۰ یهودی تغییر دین دادند. این مسیحیان جدید به طبقه «کانورسوس» پیوستند، که از امتیازات قانونی و اجتماعی یک مسیحی کامل در جامعه برخوردار بودند. بسیاری از مسیحیان جدید از موقعیت خود استفاده کردند و امتیازات مسیحی را پذیرفتند. پس از چند نسل، یهودیان مسیحی شده به عنوان مسیحیان «عادی» شناخته شدند و اسپانیا تقریباً یکنواخت مسیحی بود.
این یکنواختی اشکال جدیدی از اضطراب را به همراه داشت. «بی‌اعتمادی به یهودیان به عنوان یک فرد خارجی، جای خود را به ترس هشداردهنده‌تر از یهودی تازه مسیحی شده به عنوان یک خودی داد.» تفاوت بین طبقات مذهبی قبلاً بسیار واضح بود. قوانین و آداب و رسوم تسلط مسیحیان در اسپانیا را مدون کرده بود. با این حال، هنگامی که یهودیان مسیحی شدند، بسیاری از اسپانیایی‌های مسیحی معتقد بودند که دیگر نمی‌دانند به چه کسی می‌توانند اعتماد کنند و چه کسی احتمالاً در قلب خود می‌تواند یک بدعت گذار خائن باشد.

## رویه

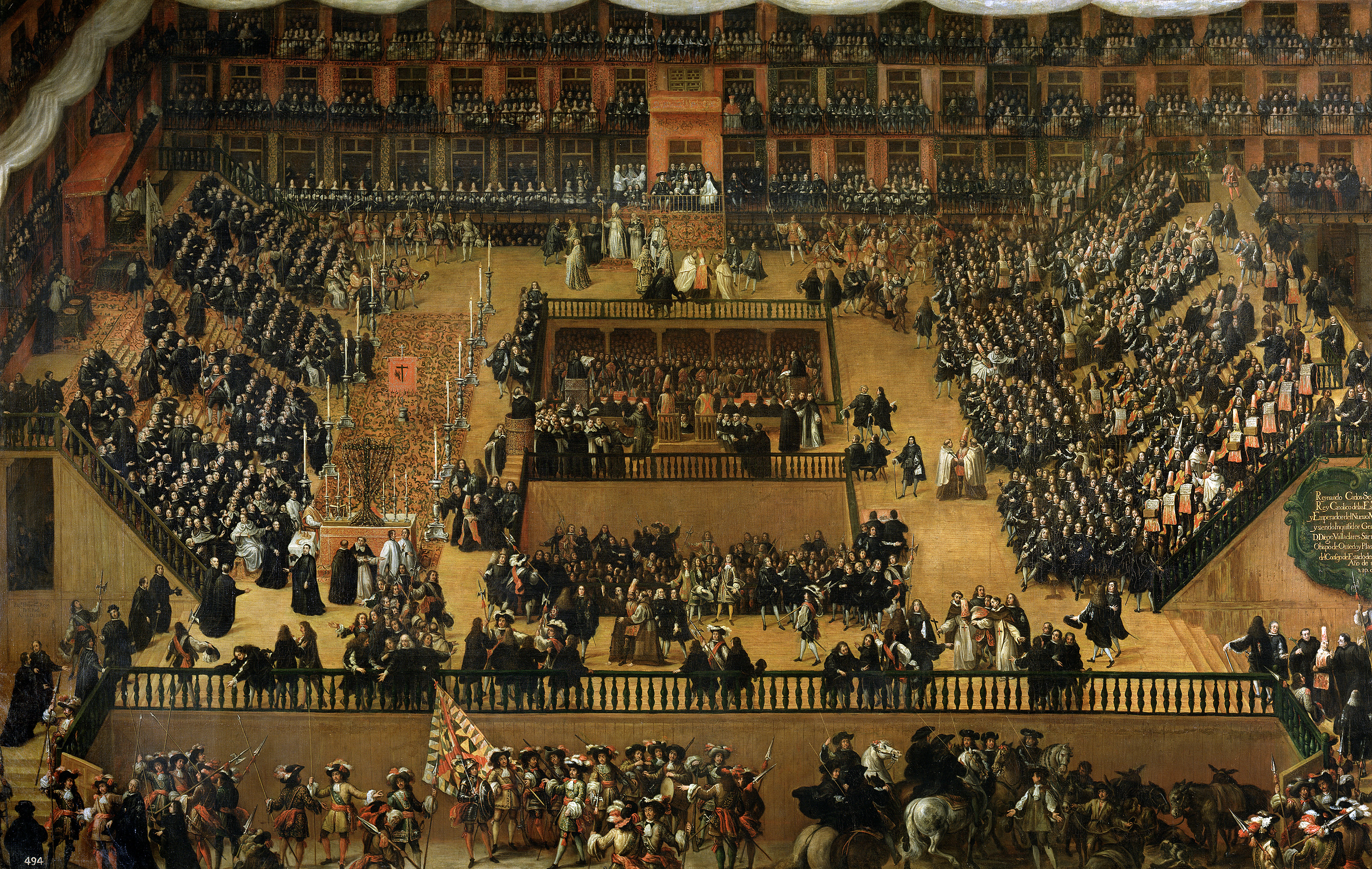
نقاشی سال ۱۶۸۳ اثر فرانسیسکو ریزی که اتودافه را در پلازا مایور مادرید در سال ۱۶۸۰ به تصویر می‌کشد.

اَوتو دافه یکی از جنبه‌های اصلی دادگاه‌ها، و گام نهایی در فرایند تفتیش عقاید بود. این عمل شامل یک مراسم عشای کاتولیک، دعا، یک راهپیمایی عمومی از کسانی که مجرم شناخته شده بودند و خواندن احکام آنها بود.
تفتیش عقاید معمولاً با اعلان عمومی مهلت ۴۰ روزه رحمت شروع می‌شد. هر کسی که مقصر بود یا کسی را که مقصر بود می‌شناخت، وادار به اعتراف می‌شد. افراد صرف متهم شدن، گناه کار فرض می‌شدند. مقامات می‌توانستند در طول دادگاه شکنجه را اعمال کنند. تفتیش عقاید ملزم به شنیدن و ضبط تمام شهادت‌ها بودند.روند رسیدگی باید مخفی نگه داشته می‌شد و هویت شاهدان برای متهم ناشناس می‌ماند.

## در فرهنگ عامه

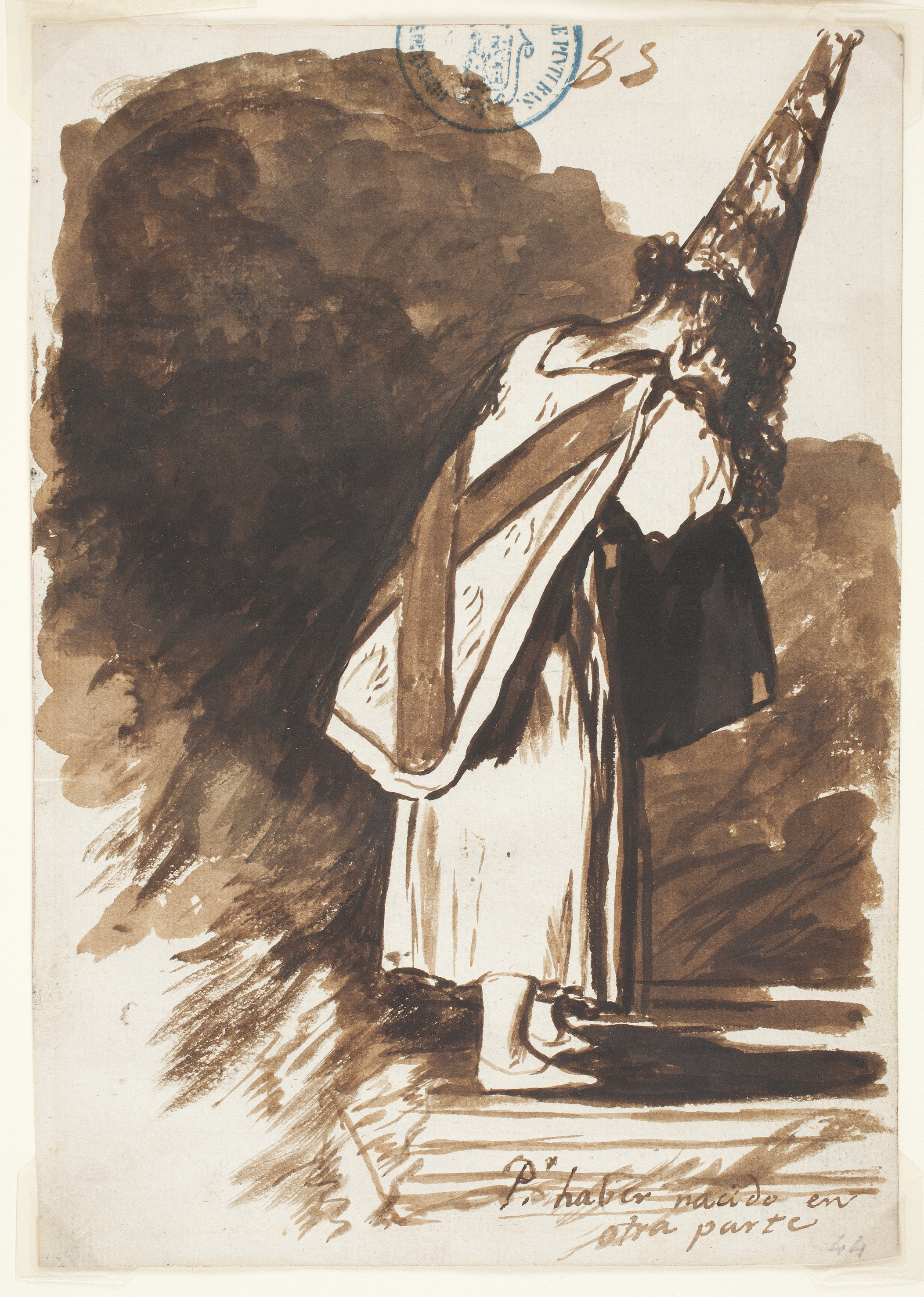
محکوم شده توسط تفتیش عقاید لباسی با نام سانبنیتو به تن کرده و صلیب سنت اندرو (فرانسیسکو دو گویا) را حمل می‌کند.

اَوتو دافه که معمولاً به عنوان یک بدعت گذار نشان داده می‌شود که در آتش سوزانده می‌شود، نمادی است که به‌طور گسترده در هنرها، به ویژه در اروپا استفاده می‌شود.
- ولتر در فصل ششم طنز خود کاندید (1759) یک اتو-دافه را که توسط مردم لیسبون پس از زلزله ۱۷۵۵ لیسبون برگزار شد، به نمایش گذاشت. دانشگاه کویمبرا تصمیم می‌گیرد که این "مراسم بزرگ وسیله ای خطاناپذیر برای جلوگیری از زمین لرزه بود."
- ادگار آلن پو – در «مغاک و آونگ»، پو در حالی که سعی می‌کند مشخص کند چه اتفاقی برای راوی می‌افتد از اَوتو دافه به عنوان یک نقطه مرجع برای راوی استفاده می‌کند.
- جوزپه وردی – در اپرای ۱۸۶۶ خود دون کارلوس، صحنه‌ای محوری را در پرده سوم به تصویر می‌کشد که آغاز یک اتودافه را در مقابل کلیسای جامع وایادولید در اسپانیا به تصویر می‌کشد، جایی که بدعت‌گذاران قرار است در آتش سوزانده شوند.
- هرمان ملویل – در موبی دیک، نزدیک به پایان فصل ۵۴، به‌طور گذرا به اتودافه اشاره می‌کند
- لئونارد برنشتاین اقتباسی موزیکال از «کاندید» متعلق به ولتر را در سال ۱۹۵۶ ساخت و تولید کرد که در بر دارنده آهنگی به نام اتودافه می‌شد که در آن گروه کر چنین متنی را می‌گوید «این یک روز دوست‌داشتنی برای نوشیدن و تماشای مردم است که در آتش سرخ می‌شوند» با اشاره به منظره اعدام‌های عمومی.
- الیاس کانتی برای آثارش برنده جایزه نوبل ادبیات در سال ۱۹۸۱ شد، به ویژه آثاری مثل رمان Die Blendung (۱۹۳۵) که به معنای "کورکننده" است و در هنگام ترجمه به زبان انگلیسی اتودافه (۱۹۴۶) ترجمه شد.
- فئودور داستایوفسکی فصلی از برادران کارامازوف را با «آتودافِه باشکوه» آغاز می‌کند. این فصل معروف به " تفتیش عقاید بزرگ " نامیده می‌شود.
- در رمان تورنتون وایلدر به نام پل سن لوئیس ری در سال ۱۹۲۷، یک شخصیت اصلی، برادر جونیپر، به دلیل بدعت در یک مراسم اتو-دافی در پرو در اوایل قرن ۱۸ سوزانده شد. اگرچه این رمان تخیلی است، اما اتو-دافه حداقل در سال ۱۷۳۳ در لیما، پرو رخ داد[۱۶]
- تنسی ویلیامز نمایشنامه ای تک پرده ای با عنوان اَوتو دافه (۱۹۳۸) نوشت.
- راجر زلازنی داستان کوتاهی به نام اتودافِه نوشت که از آن در کتاب رؤیای خطرناک، ۱۹۶۷ استفاده شد.
- در کتاب بالزاک و خیاط چینی کوچک اثر دای سیجی، مکرراً به اتودافِه اشاره می‌شود.